# پولک‌زنی و سوراخ‌گری

پولک‌زنی در مقابل سوراخ‌گری

پولَک‌زنی و سوراخ‌گری (به انگلیسی: Blanking and Piercing) یکی از فرآیندهای برشکاری هستند که در آن‌ها به کمک یک سُنبه و یک قالب قطعات از روی یک کویل ورق بازشده بریده و جدا می‌شوند.
پولک‌زنی یا گِرده‌زنی برای شکل‌دهی کلی و ظاهر بیرونی قطعه استفاده می‌شود؛ در حالی که از سوراخ‌گری برای ایجاد سوراخ‌ها و اشکال داخلی قطعه مورد استفاده قرار می‌گیرد. توجه کنید که ورق باقی‌مانده از کویل ورق که عملیات سوراخ‌زنی و پولک‌زنی روی آن انجام شده، به عنوان دورریز و ضایعات در نظر گرفته می‌شود. البته توجه کنید ممکن است با یک‌رشته عملیات دیگر این ورق دورریز را به چرخه تولید بازگرداند.

## لقی میان سنبه و قالب
لقی، فاصله کوچک بین لبه‌های برشی سنبه و قالب (ماتریس) است که اهمیت فراوانی در سوراخ‌کاری دارد. باید توجه داشت که اگر فاصله میان سنبه و قالب برابر ضخامت خود قطعه باشد، موجب تخریب قالب، سنبه یا قالب می‌شود و همچنین ورق نیز کشیده شده و پاره می‌شود. پس بنابراین لقی را اندکی بیشتر از صخامت قطعه در نظر می‌گیریم. 

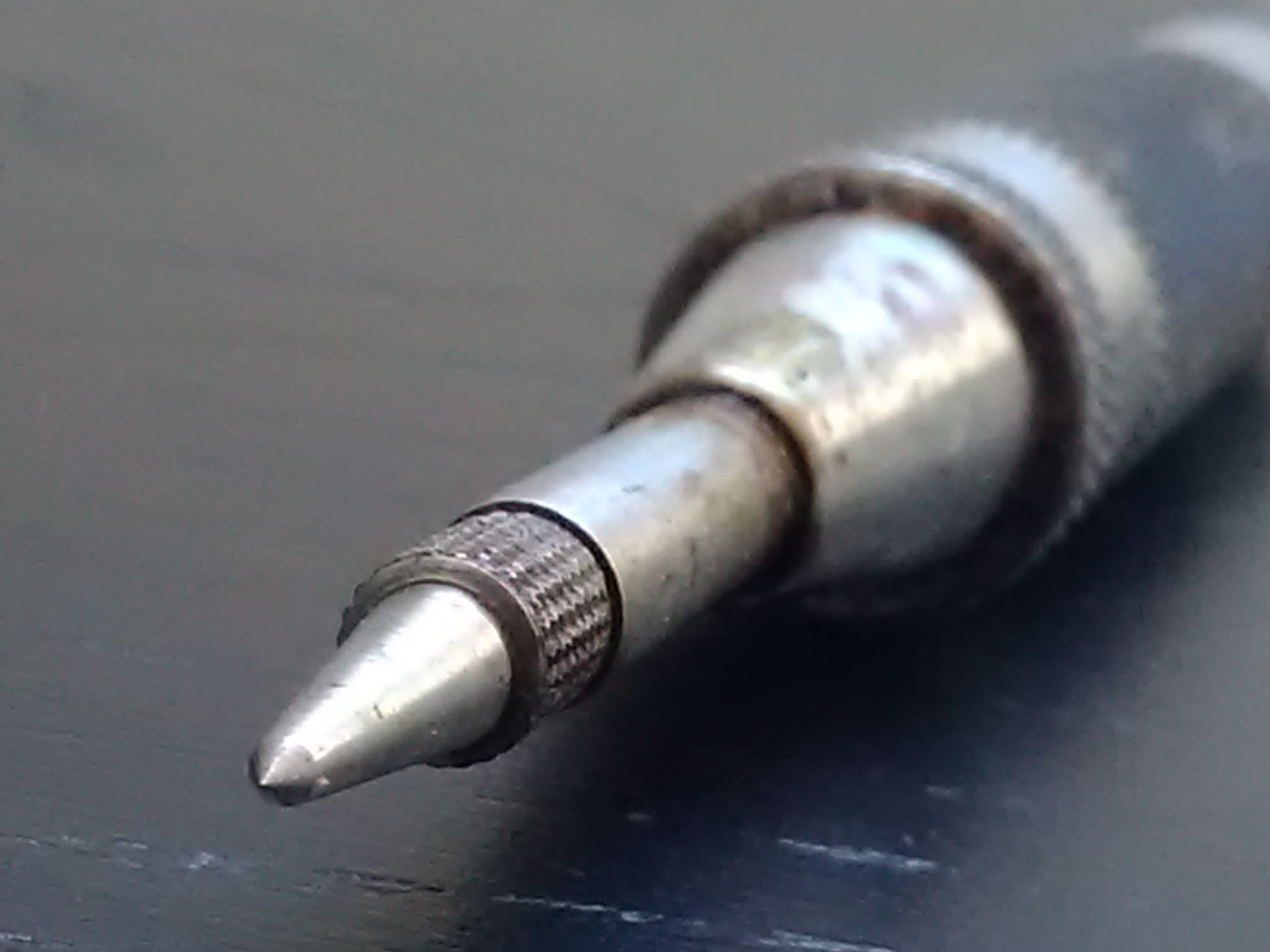
تصویری از یک سنبه حکاکی.

لقی را به این صورت اعمال می‌کنیم که اگر قطر سنبه برابر با اندازه دقیق سوراخ مورد نظر بود، ماتریس را کمی بزرگتر در نظر می‌گیریم و اگر قطر قالب دقیقاً برابر با قطر سوراخ مورد نظر بود، سنبه را اندکی کوچکتر در نظر می‌گیریم. البته باید توجه کرد که در حالت اول اندکی از ورق منحنی شده و باید صاف گردد و در حالت دوم، مقداری پلیسه ایجاد می‌شود که باید در مراحل بعد جدا شود.
محاسبه این لقی طبق استانداردهای مختلف، برای هر ورق با ضخامت خاص و با جنس منحصر به فرد، به صورت جداگانه محاسبه و استاندارد شده‌است.

## فرآیندهای برشکاری
انواع مختلفی از فرآیندهای پولک‌زنی و سوراخ‌زنی وجود دارند که عبارتند از: شیارزنی، مشبک‌زنی، لبه‌زنی، اکسترود سوراخ، قطع کردن، پرداخت‌کاری، پولک‌زنی دقیق و پیرایش.

### مشبک‌زنی
مشبک‌زنی برای ایجاد سوراخ‌های نزدیک به هم و با تعداد زیاد از این فرایند استفاده می‌شود. سنبهٔ این فرایند باید به گونه ای طراحی شود که به علت نزدیکی سوراخ‌ها به یکدیگر و کشش و عدم تحمل ورق، ورق پاره یا سوراخ‌ها با پلیسه همراه نباشد.

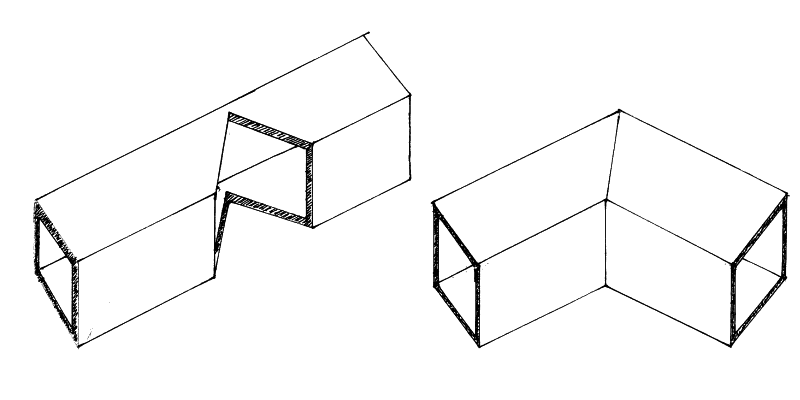
قوطی لبه‌زنی‌شده به منظور خم

### لبه‌زنی
لبه‌زنی فرایند برای ایجاد برش در لبه‌های ورق مورد استفاده قرار می‌گیرد. در واقع نوعی از سوراخ‌زنی است که به جای وسط ورق، در لبه آن اجام می‌شود.

### روزن‌رانی
در فرایند روزَن‌رانی یا اکسترود سوراخ، صرفاً سنبه برای بزرگتر کردن قطر سوراخ از پیش ساخته‌ای به کمک خم کردن لبه‌های آن یک ضربه می‌زند. البته در اکثر سنبه‌ها، در نوک آن‌ها سنبه‌ای وجود دارد که سوراخ اولیه را ایجاد می‌کند و در ادامه با حرکت سنبه درون سوراخ، قطر سوراخ بزرگتر می‌شود.

### قطع کردن
با هر ضربه سنبه فرایند قطع کردن، از ورق یا نوار فلز یک قطعه جدا می‌شود. در این فرایند به علت هندسه خاص قطعات مورد نظر، ضایعات و دورریز بسیار است. به همین علت قطعات کوچک‌تری را از مازاد ورق تولید می‌کنند.
نوع دیگری از فرایند قطع کردن وجود دارد که دورریز بیشتری دارد که به آن جدایش می‌گویند. در این فرایند، ورق ثابت و قسمت‌های اضافه از آن بریده می‌شود ولی در فرایند قطع کردن خود قطعه بریده شده و ضایعات روی ورق باقی می‌ماند.

### پرداخت‌کاری
پرداخت‌کاری فرآیندی است که در آن از لبه‌های سوراخ‌ها به میزان اندکی فلز براده برداری می‌شود. این عملیات به منظور دقیق شدن اندازه سوراخ با اندازه قطعه مورد نظر و همچنین تمیز کردن پلیسه‌ها یا برجستگی‌های نامطلوب از قسمت داخلی سوراخ انجام می‌شود. قسمت‌های برشکاری شده می‌توانند با دقت حدود ۰٫۰۲۵ میلی‌متر پرداخت شوند. به علت دقت بالای پرداخت در اندازه‌ها، از این عملیات در ساخت ابزار آلات، قطعات ریز و حساس مثل قطعات ساعت یا قطعات دقیق آزمایشگاهی استفاده می‌شود. این عملیات همواره از فرایندهای ثانویه یا نهایی برشکاری در نظر گرفته می‌شود.
باید توجه داشت مطابق با استانداردهای موجود، میزان پرداخت مجاز برای هر ورق، بر حسب جنس و ضخامت آن طبقه‌بندی شده‌است.

### شیارزنی

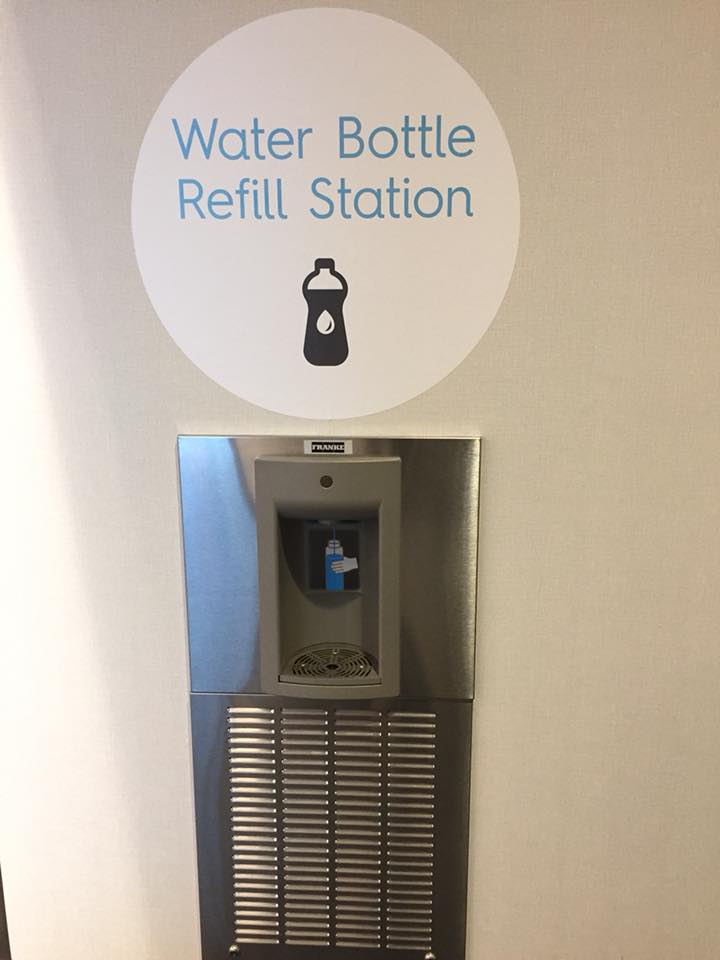
شیارزنی روی ورق به منظور جریان هوا

شیارزنی یکی از انواع برش است که در آن با یک ضربهٔ سنبه، به علت بریدن ورق در امتداد یک منحنی باز، ضایعاتی وجود نخواهد داشت و تنها قسمتی از ورق به صورت منحنی بریده می‌شود در حالی‌که از سر دیگر همچنان به ورق متصل است. شیارزنی را می‌توان نوعی خمکاری در نظر گرفت که با برش همراه است و صرفاً هندسه قطعه را بهبود می‌بخشد. این فرایند برای برشکاری منافذ دودکش یا کرکره‌ها، دریچه‌ها و زبانه‌ها کاربرد دارد.
در این فرایند معمولاً از پرس مکانیکی استفاده می‌شود. ماتریس و سنبه این فرایند منحصر به فرد هستند. چراکه باید سنبه را شیب‌دار در نظر گرفت تا از طرفی قطعه را برش دهد و از طرف دیگر یک طرق سوراخ را به ورق متصل نگه داشته و عملاً نیرویی به آن وارد نکند.

### پولک‌زنی دقیق
پولک‌زنی دقیق یک حالت خاص از پولک‌زنی است که در آن هیچ ناحیه شکستی (پارگی قطعه) وجود ندارد. این عملیات به این صورت اتفاق می‌افتد که قالب از اطراف قطعه را نگه داشته و یک سنبه از پایین به ورق در محل سوراخ کاری نیرو وارد می‌کند و سپس با یک ضربه از طرف سنبهٔ بالایی، سوراخ مورد نظر ایجاد می‌شود. این رویکرد انجام فرایند پولک‌زنی، موجب تلرانس و خطای ناچیز از قطعه مورد نظر و در نتیجه کاهش فرآیندهای ثانویه برای تکمیل قطعه را در پی دارد.
این عملیات برای فلزات آلومینیم، برنج، مس، آلیاژهای کربنی فولاد و همچنین فولاد ضدزنگ قابل انجام است.
دستگاه پرس پولک‌زنی دقیق به صورت کلی مانند بقیه دستگاه‌های برشکاری می‌باشد البته با اندکی تفاوت. در این دستگاه پرس، یک سنبه قالب ضربه زننده (نر) و یک سنبه قالب نگه دارنده (ماده) وجود دارد که در داخل ماتریس قرار دارد. ابتدا سنبه راهنما روی ورق قرار می‌گیرد و سپس فشار مخالف به جهت نیروی اعمالی، از طرف سنبه ضربه زننده اعمال می‌شود که این ضربه باعث بریده شدن قطعه یا انجام سوراخ‌کاری می‌شود. به علت نگه داشتن ورق توسط قالب و اعمال نیروی خلاف جهت توسط سنبه فوقانی، دقت و تمیزی قطعه مانند حالتی است که روزن‌رانی سوراخ انجام شود.
در این حالت از پولک‌زنی، اعوجاج در لبه‌های قطعه برش و همچنین میزان پلیسه باقی مانده کمترین حالت ممکن است. میزان لقی بین سنبه و ماتریس حدوداً به اندازه ۰٫۰۱ ضخامت قطعه در نظر گرفته می‌شود که از ۰٫۵ تا ۰٫۱۳ میلی‌متر نوسان می‌کند. میزان خطای این روش در بازهٔ ۰٫۰۰۷۶ تا ۰٫۰۵۰۸ میلی‌متر است که با توجه به جنس، ضخامت و ضربه سنبه فوقانی و میزان نیروی اعمالی از سنبهٔ پایینی تغییر می‌کند.
یکی از مزایای اصلی استفاده از این روش گران‌قیمت، برای ایجاد سوراخ در لبه‌های ورق یا ایجاد سوراخ‌های نزدیک به هم یا حتی اجاد سوراخ‌های خیلی کوچک می‌باشد که دقت ابعادی خیلی بالایی را برای قطعه به ارمغان می‌آورد.

#### مزایا
1. کنترل ابعادی، دقت بالا و تکرار پذیری در طول فرایند تولید
2. کمترین میزان اعوجاج در لبه
3. لبه‌های تمیزتر به نسبت دیگر فرآیندهای پولک‌زنی و پیرسینگ
4. نیاز حداقل به فرآیندهای تکمیلی در ادامه راه تولید نهایی قطعه
5. قابلیت اعمال چند ویژگی با یک ضربه
6. صرفه اقتصادی بیشتر برای فرآیندهای طولانی و چند مرحله‌ای

#### معایب
1. سرعت تولید کمتر به نسبت فرآیندهای سنتی پولک‌زنی و پیرسینگ
2. قیمت بالای قطعات و نگهداری و تعمیرات به علت پیشرفته بودن تکنولوژی آن

### پیرایش
پیرایش فرایند برای بریدن پلیسه‌ها و قسمت‌های زائد از قطعه برای رسیدن به مقدار دقیق قطعهٔ نهایی انجام می‌شود. این فرایند معمولاً در قسمت‌های پایانی تولید انجام می‌شود.